# Holcojoppa coelopyga
Holcojoppa coelopyga är en stekelart som först beskrevs av Morley 1915.  Holcojoppa coelopyga ingår i släktet Holcojoppa och familjen brokparasitsteklar. Inga underarter finns listade i Catalogue of Life.